# Chace Crawford
Christopher Chace Crawford (Lubbock (Texas), 18 juli 1985) is een Amerikaans acteur.

## Levensloop
Crawford groeide op in Dallas, waar hij op school football en golf speelde. Hij werkte in Dallas als model en had daar nooit de intentie om een acteur te worden. Hij verhuisde naar Malibu (Californië) in 2003 om daar te studeren bij de Pepperdine University. Hij wist niet zeker wat voor een carrière hij wilde. Hij twijfelde tussen adverteren, zaken en communicatie. Tijdens zijn tweede jaar aan zijn studie moedigde zijn moeder hem aan om acteur te worden. Na een rol in de televisiefilm Long Lost Son in 2006, brak hij door met een rol in de film The Covenant.
Sinds 2007 speelt Crawford Nate Archibald in de televisieserie Gossip Girl. Hij was naast Jesse Metcalfe te zien zijn in Loaded. Ook is hij te zien in de videoclip van Leona Lewis 'I Will Be'.

Crawford speelt in de film Twelve White Mike, naast onder andere Emma Roberts, Kiefer Sutherland en Ellen Barkin in de hoofdrol. Hij speelt ook Marco in de film What to Expect When You're Expecting.

## Prijzen en nominaties
| Jaar | Prijs             | Categorie               | Uitslag     |
| ---- | ----------------- | ----------------------- | ----------- |
| 2008 | Teen Choice Award | Choice TV Breakout Male | gewonnen    |
| 2008 | Teen Choice Award | Choice TV Actor Drama   | genomineerd |
| 2009 | Teen Choice Award | Choice TV Actor Drama   | gewonnen    |
| 2010 | Teen Choice Award | Choice TV Actor Drama   | gewonnen    |
| 2011 | Teen Choice Award | Choice TV Actor Drama   | gewonnen    |

- Bibsys: 10048757
- Biblioteca Nacional de España: XX5176643
- Bibliothèque nationale de France: cb16224695w (data)
- Catàleg d'autoritats de noms i títols de Catalunya: 981058511328106706
- Gemeinsame Normdatei: 143939017
- International Standard Name Identifier: 0000 0001 1872 4822
- Library of Congress Control Number: no2008183837
- Nationale Bibliotheek van Israël: 987011910424105171
- Virtual International Authority File: 4762615
- WorldCat: E39PBJyCKVfY9T33gCkDMh7CQq